# Julio Fuller
Julio Alfonso Fuller McKenzie (Limón, 6 de julio de  1956 - 21 de febrero de 2019) fue un futbolista costarricense. Jugó como defensor durante 20 temporadas en la Primera División de Costa Rica.
Su hermano menor Guillermo "Pepillo" Fuller y su sobrino Keysher Fuller, también son  destacados futbolistas profesionales. 
Fuller falleció en la ciudad de Limón el 21 de febrero de 2019 a causa de su padecimiento por años, el  cáncer de laringe. Aún hasta sus últimos días dirigió ligas menores y jóvenes promesas del fútbol en la zona de limón; incluso muchas figuras reconocidas en dicho deporte fueron instruidos por su mano.

## Carrera deportiva

### Clubes
Julio Fuller inició su carrera en un equipo juvenil de fútbol aficionado de Limón, llamado Estrella Roja. En 1974, se unió a la Asociación Deportiva Limonense, siendo uno de los jugadores titulares que ayudaron al club en la Primera División.
Fuller jugó como defensa central de Limonense entre 1975 y 1979, y después tres temporadas con el Club Sport Cartaginés entre 1980 y 1982, año en que este equipo descendió a la Segunda División. Fuller regresó a Limonense donde se mantuvo desde 1983 hasta 1995, cuando se retiró a los 40 años de edad.
Hizo su debut en Primera contra Herediano el 11 de mayo de 1975 y jugó su último partido de Primera contra Alajuelense el 9 de abril de 1995.
Fuller tenía el récord como el jugador con más partidos en la Primera División con 684 apariciones, hasta que Marvin Obando superó su marca 5 años después, en 2000.
| Club           | País       | Año       |
| -------------- | ---------- | --------- |
| A.D Limonense  | Costa Rica | 1975-1979 |
| C.S Cartaginés | Costa Rica | 1980-1982 |
| A.D Limonense  | Costa Rica | 1983-1996 |

### Selección nacional
Fuller formó parte de la selección nacional de Costa Rica que clasificó a las Olimpiadas de Moscú 80. Sin embargo, el entrenador español Antonio Moyano decidió no llevarlo al torneo soviético.
Hizo sólo tres apariciones con el equipo nacional durante la etapa clasificatoria al Mundial de España 82.